# Chrysomyxa
Chrysomyxa Unger – rodzaj grzybów z rzędu rdzowców (Pucciniales). Pasożytnicze grzyby mikroskopijne, u porażonych roślin wywołujące choroby zwane rdzami. W Polsce wywołują rdzę złotawą świerka oraz rdzę świerka i bagna.

## Systematyka i nazewnictwo
Pozycja w klasyfikacji według Index Fungorum: Coleosporiaceae, Pucciniales, Incertae sedis, Pucciniomycetes, Pucciniomycotina, Basidiomycota, Fungi.
Synonimy: Barclayella Dietel,
Coleosporium subgen. Melampsoropsis J. Schröt.,
Melampsoropsis (J. Schröt.) Sacc.,
Melampsoropsis (J. Schröt.) Arthur,
Stilbechrysomyxa M.M. Chen

## Charakterystyka
Większość gatunków Chrysomyxa to pasożyty dwudomowe, których spermogonia i ecja rozwijają się na świerkach (Picea), a ecja uredinialne i telia na różnych gatunkach roślin dwuliściennych. Występują jednak gatunki mikrocykliczne, których cykl życiowy odbywa się na jednym żywicielu i wytwarzają tylko telia.
Stożkowate spermogonia z peryfizami powstają pod skórką żywiciela. Ecja również tworzą się pod skórką. Początkowo mają postać pęcherzyków otoczonych ścianką zbudowaną z pojedynczej warstwy komórek. Pęcherzyki te rozrywają się nieregularnie na szczycie uwalniając ecjospory o bezbarwnej, pokrytej brodawkami ścianie. Kiełkując tworzą tzw. ecja uredinialne, pełniące rolę urediniów. Są nagie lub okryte nietrwałym perydium i powstają w łańcuszkach. Telia również powstają pod skórką, zazwyczaj na dolnej powierzchni liści. Są woskowate i mają postać poduszeczkowatych, twardych nabrzmień o barwie od żółtopomarańczowej do pomarańczowobrunatnej. Podstawki powstają na teliosporach.

## Gatunki występujące w Polsce
- Chrysomyxa abietis (Wallr.) Unger 1840
- Chrysomyxa empetri (Pers.) J. Schröt. 1887
- Chrysomyxa ledi (Alb. & Schwein.) de Bary 1879
- Chrysomyxa pyrolae Rostr. 1881

Nazwy naukowe na podstawie Index Fungorum. Wybór gatunków według Mułenki i in..